# Nikola Bartůňková
Nikola Bartůňková (n. 25 februarie 2006, Praga, Cehia) este o jucătoare cehă de tenis. Cea mai bună clasare a sa la simplu este locul 267, la 21 noiembrie 2022, iar la dublu locul 320 mondial, în august 2023.